# Hylaeus proteae
Hylaeus proteae är en biart som beskrevs av Cockerell 1942. Hylaeus proteae ingår i släktet citronbin, och familjen korttungebin. Inga underarter finns listade i Catalogue of Life.